# Sekretarz obrony Stanów Zjednoczonych
Sekretarz obrony Stanów Zjednoczonych (ang. United States Secretary of Defense) – szef Departamentu Obrony Stanów Zjednoczonych, członek gabinetu prezydenckiego. Sekretarz obrony mianowany jest i odwoływany z urzędu przez prezydenta, podobnie jednak jak każdy inny członek gabinetu, sekretarz obrony musi uzyskać aprobatę Senatu Stanów Zjednoczonych. Sekretarz obrony zastąpił dawnego sekretarza wojny. Po reorganizacji w 1947 roku podlega mu również poprzednio niezależny sekretarz marynarki wojennej. Sekretarz obrony jest na szóstym miejscu – za wiceprezydentem, spikerem Izby Reprezentantów, przewodniczącym pro tempore Senatu, sekretarzem stanu oraz sekretarzem skarbu – w linii sukcesji prezydenckiej. Sekretarz i prezydent mają wyłączne prawo użycia strategicznej broni jądrowej, przy czym sekretarz nie może zrobić nic bez autoryzacji szefa państwa.

## Lista sekretarzy
| Lp. | Sekretarz                     | Kadencja                               | Prezydent         |
| --- | ----------------------------- | -------------------------------------- | ----------------- |
| 1   | James Forrestal               | 17 września 1947 – 28 marca 1949       | Harry Truman      |
| 2   | Louis A. Johnson              | 28 marca 1949 – 19 września 1950       | Harry Truman      |
| 3   | George C. Marshall            | 21 września 1950 – 12 września 1951    | Harry Truman      |
| 4   | Robert A. Lovett              | 17 września 1951 – 20 stycznia 1953    | Harry Truman      |
| 5   | Charles E. Wilson             | 28 stycznia 1953 – 8 października 1957 | Dwight Eisenhower |
| 6   | Neil H. McElroy               | 9 października 1957 – 1 grudnia 1959   | Dwight Eisenhower |
| 7   | Thomas S. Gates               | 2 grudnia 1959 – 20 stycznia 1961      | Dwight Eisenhower |
| 8   | Robert McNamara               | 21 stycznia 1961 – 29 lutego 1968      | John F. Kennedy   |
| 8   | Robert McNamara               | 21 stycznia 1961 – 29 lutego 1968      | Lyndon B. Johnson |
| 9   | Clark Clifford                | 1 marca 1968- 20 stycznia 1969         | Lyndon B. Johnson |
| 10  | Melvin Laird                  | 22 stycznia 1969 – 29 stycznia 1973    | Richard Nixon     |
| 11  | Elliot L. Richardson          | 30 stycznia 1973 – 24 maja 1973        | Richard Nixon     |
| —   | William Perry Clements (p.o.) | 24 maja 1973 –                         | Richard Nixon     |
| 12  | James R. Schlesinger          | 2 lipca 1973 – 19 października 1975    | Richard Nixon     |
| 12  | James R. Schlesinger          | 2 lipca 1973 – 19 października 1975    | Gerald Ford       |
| 13  | Donald H. Rumsfeld            | 20 listopada 1975 – 20 stycznia 1977   |                   |
| 14  | Harold Brown                  | 21 stycznia 1977 – 20 stycznia 1981    | Jimmy Carter      |
| 15  | Caspar W. Weinberger          | 21 stycznia 1981 – 23 listopada 1987   | Ronald Reagan     |
| 16  | Frank C. Carlucci             | 23 listopada 1987 – 20 stycznia 1989   | Ronald Reagan     |
| —   | William Howard Taft IV (p.o.) | 20 stycznia 1989 – 21 marca 1989       | Ronald Reagan     |
| 17  | Richard B. Cheney             | 21 marca 1989 – 20 stycznia 1993       | George H.W. Bush  |
| 18  | Les Aspin                     | 21 stycznia 1993 – 3 lutego 1994       | Bill Clinton      |
| 19  | William J. Perry              | 3 lutego 1994 – 23 stycznia 1997       | Bill Clinton      |
| 20  | William S. Cohen              | 24 stycznia 1997 – 20 stycznia 2001    | Bill Clinton      |
| 21  | Donald H. Rumsfeld            | 20 stycznia 2001 – 18 grudnia 2006     | George W. Bush    |
| 22  | Robert Gates                  | 18 grudnia 2006 – 30 czerwca 2011      | George W. Bush    |
| 22  | Robert Gates                  | 18 grudnia 2006 – 30 czerwca 2011      | Barack Obama      |
| 23  | Leon Panetta                  | 30 czerwca 2011 – 27 lutego 2013       |                   |
| 24  | Chuck Hagel                   | 27 lutego 2013 – 17 lutego 2015        |                   |
| 25  | Ashton B. Carter              | 17 lutego 2015 – 20 stycznia 2017      |                   |
| 26  | James Mattis                  | 20 stycznia 2017 – 1 stycznia 2019     | Donald Trump      |
| —   | Patrick M. Shanahan (p.o.)    | 1 stycznia 2019 – 23 czerwca 2019      | Donald Trump      |
| —   | Mark Esper (p.o.)             | 24 czerwca 2019 – 15 lipca 2019        | Donald Trump      |
| —   | Richard V. Spencer (p.o.)     | 15 lipca 2019 – 23 lipca 2019          | Donald Trump      |
| 27  | Mark Esper                    | 23 lipca 2019 – 9 listopada 2020       | Donald Trump      |
| —   | Christopher C. Miller (p.o.)  | 9 listopada 2020 – 20 stycznia 2021    | Donald Trump      |
| —   | David Norquist (p.o.)         | 20 stycznia 2021 – 22 stycznia 2021    | Joe Biden         |
| 28  | Lloyd Austin                  | 22 stycznia 2021 – 20 stycznia 2025    | Joe Biden         |
| —   | Robert Salesses (p.o.)        | 20 stycznia 2025 – 25 stycznia 2025    | Donald Trump      |
| 29  | Pete Hegseth                  | 25 stycznia 2025 – nadal               | Donald Trump      |